# Lycosa wulsini
Lycosa wulsini là một loài nhện trong họ Lycosidae.
Loài này thuộc chi Lycosa. Lycosa wulsini được Irving Fox miêu tả năm 1935.